# بورتو (لاعب كرة قدم)
كريستيان بورتوغيس مانزانيرا (بالإسبانية: Cristian Portugués)‏ (ولد في 21 مايو 1992) يعرف عموما باسم بورتو، هو لاعب كرة قدم إسباني محترف يلعب لصالح نادي جيرونا كلاعب وسط هجومي. في 21 يونيو 2016، بعد هبوط ألباسيتي، وقع بورتو على عقد مدته ثلاث سنوات مع نادي جيرونا في الدرجة الثانية.

## روابط خارجية
- بورتو على موقع الاتحاد الأوربي (الإنجليزية)
- بورتو على موقع قاعدة بيانات كرة القدم.إي يو (الإنجليزية)
- بورتو على موقع Soccerbase.com (لاعب) (الإنجليزية)
- بورتو على موقع Soccerway.com (الإنجليزية)
- بورتو على موقع عالم كرة القدم.نت (الإنجليزية)
- بورتو على موقع AS.com (الإسبانية)